# Alfreð Finnbogason
Alfreð Finnbogason (* 1. února 1989, Reykjavík) je islandský fotbalový útočník, v současnosti hráč klubu FC Augsburg. Je známý i přepisem svého jména jako Alfred Finnbogason. Je také islandským reprezentantem. S 29 góly nejlepší střelec Eredivisie sezony 2013/14.

## Klubová kariéra
V profi fotbale hrál za islandský Breiðablik UBK, belgický KSC Lokeren a švédský Helsingborgs IF (zde v roce 2012 hostoval z Lokerenu).
Do parádní formy se dostal během svého angažmá v nizozemském klubu SC Heerenveen, kam přestoupil v srpnu 2012 (podepsal tříletý kontrakt). Ve své první sezóně 2012/13 se stal s 24 brankami třetím nejlepším střelcem Eredivisie (za vítězným Wilfriedem Bonym z Vitesse zaostal o 7 gólů). Zároveň Alfreð překonal rekord v počtu gólů nastřílených islandským fotbalistou v průběhu ligové sezóny některé z nejvyšších ligových soutěží (o gól překonal Pétura Péturssona, který za nizozemský Feyenoord nastřílel v sezóně 1979/80 23 gólů ve 33 zápasech).
Ve své gólové produkci pokračoval i v ročníku 2013/14, kde se v prosinci 2013 vyšvihl do čela kanonýrů po výhře 5:1 nad domácím AZ Alkmaar. Sezonu 2013/14 zakončil ziskem koruny krále střelců Eredivisie, nastřílel celkem 29 branek, o 6 více než druhý Graziano Pellè z Feyenoordu.
Po úspěšné sezoně 2013/14 se stěhoval do Španělska do klubu Real Sociedad.

## Reprezentační kariéra
V letech 2009–2011 hrál v islandském reprezentačním výběru do 21 let. Odehrál 11 zápasů a vstřelil 5 gólů.
Zúčastnil se Mistrovství Evropy hráčů do 21 let 2011 v Dánsku, kde Island obsadil nepostupové třetí místo v základní skupině A.
V A-mužstvu Islandu debutoval 21. března 2010 proti reprezentaci Faerských ostrovů (výhra Islandu 2:0). Zúčastnil se kvalifikace na Mistrovství světa ve fotbale 2014 v Brazílii, v níž se Island střetl v baráži s Chorvatskem a podlehl mu v dvojzápase 0:0 a 0:2.
Dvojice trenérů islandského národního týmu Lars Lagerbäck a Heimir Hallgrímsson jej zařadila do závěrečné 23členné nominace na EURO 2016 ve Francii, kam se Island probojoval z kvalifikační skupiny A (byl to zároveň premiérový postup Islandu na Mistrovství Evropy). Na evropském šampionátu se islandské mužstvo probojovalo až do čtvrtfinále, kde podlehlo Francii 2:5 a na turnaji skončilo.